# Norman Burkett

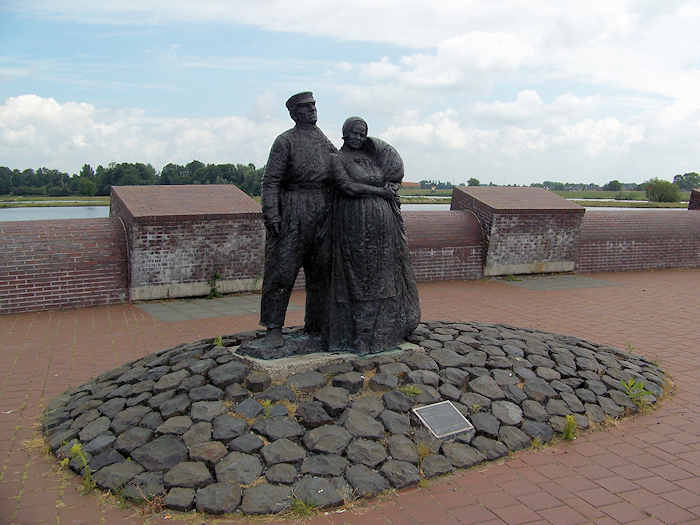
Schokkermonument in Kampen

Norman H. Burkett (Dublin, 23 september 1942) is een Ierse beeldhouwer en schilder.

## Leven en werk
Burkett studeerde van 1971 tot 1974 aan de Royal Academy of Arts in Londen. Hij ontving de Elizabeth Greenshields Scholarship Award, waarmee hij in 1975 in Canada verbleef. Na terugkeer vestigde hij zich in Nederland. De kunstenaar woont en werkt in Enschede. Hij is een figuratieve beeldhouwer en daarnaast actief als kunstschilder en tekenaar.

## Werken in de openbare ruimte
Diepenheim
- Beeld de Wasvrouwen

Groningen
- Beeld Hendrik de Vries[2] (1986), Sint-Jansstraat

Haaksbergen
- Beeld textielfabrikant W.H. Jordaan (1988), park Scholtenhagen

Heemse
- Buste Frits de Zwerver[3], hoek Weidebuurt-Brandweg

Kampen
- Beeld prof.dr. W.J. Kolff (1984, brons en aluminium), hoek Engelenbergplantsoen
- Schokkermonument[4] (1991, brons), aan de IJsselkade nabij Buitenhaven

Markelo
- Verzetsmonument[5] (1990), Dorpsplein
- Beeldengroep Jeugd, bij gemeentehuis

Steenwijkerland
- Beeldengroep de Rietsnijders, in Nationaal Park De Weerribben